# Шишков, Владимир Борисович
Владимир Борисович Шишков (2 октября 1956, Бердичев) — советский и украинский футболист, выступавший на позиции нападающего. Рекордсмен житомирского «Полесья» по числу сыгранных матчей (469) и забитых голов (192).

## Биография
Воспитанник бердичевского футбола. На взрослом уровне дебютировал в 18-летнем возрасте в составе житомирского «Автомобилиста». В 1975 году был призван в армию, выступал за армейские команды Луцка и Львова. В первые годы после окончания службы сменил несколько команд, в том числе выступал в первой лиге за ивано-франковский «Спартак» и симферопольскую «Таврию».
В 1981 году вернулся в житомирский клуб (носивший названия «Автомобилист», «Спартак», «Полесье», «Химик») и выступал за него в течение следующих 13-ти сезонов. Является рекордсменом клуба по числу проведённых матчей (469) и забитых голов (192, из них 175 в первенствах СССР и 17 в первенствах Украины). Кроме того, забил 6 голов в кубках СССР и Украины. В 1987 году стал лучшим бомбардиром украинской зоны второй лиги, забив 30 голов.
Стал автором 188 голов в первенстве УССР (украинской зоне второй лиги), что является лучшим результатом в истории. Возглавляет символический клуб Евгения Деревяги для футболистов, забивших более 100 голов в этом турнире.
После ухода из «Полесья» выступал за жидачовский «Авангард» и любительские клубы. Завершил спортивную карьеру в возрасте 38 лет.
В настоящее время работает тренером по футболу в житомирском СДЮСШОР «Полесье (Житомир)».